# Dengler (Fernsehreihe)
Dengler ist der Titel einer deutschen Kriminalfilm-Reihe mit Ronald Zehrfeld in der Titelrolle. Die Reihe ist eine Verfilmung der Dengler-Romane von Wolfgang Schorlau und wird seit 2015 vom ZDF ausgestrahlt. Kennzeichnend für Schorlaus Werke ist die Kritik an den gesellschaftlichen und politischen Verhältnissen, die Filme der Reihe basieren oft auf wahren Begebenheiten, die konkrete Handlung ist aber frei erfunden.

## Handlung
Im Mittelpunkt dieser Krimireihe steht der ehemalige Zielfahnder Georg Dengler, der nach seinem unschönen Ausscheiden aus dem BKA als Privatermittler arbeitet. Seine meist politisch sehr brisanten Einsätze führen ihn in alle Gegenden Deutschlands und auch ins europäische Ausland. Dabei kommen ihm seiner Erfahrungen und Verbindungen aus der Zeit beim BKA zugute, wobei er nun meist mit den Leuten zusammenarbeitet, die er zuvor jagen musste.
Seine Ehe ist gescheitert und das Verhältnis zu seinem 18-jährigen Sohn
aufgrund seiner ständigen Abwesenheit nicht besonders gut.

## Episodenliste
| Nr. | Originaltitel       | Erstausstrahlung | Regie          | Drehbuch                      | Zuschauer             |
| --- | ------------------- | ---------------- | -------------- | ----------------------------- | --------------------- |
| 1   | Die letzte Flucht   | 20. Apr. 2015    | Lars Kraume    | Lars Kraume Wolfgang Schorlau | 5,84 Mio. (18,5 % MA) |
| 2   | Am zwölften Tag     | 14. März 2016    | Lars Kraume    | Lars Kraume Wolfgang Schorlau | 5,06 Mio. (15,2 % MA) |
| 3   | Die schützende Hand | 6. Nov. 2017     | Lars Kraume    | Lars Kraume Wolfgang Schorlau | 3,88 Mio. (12,3 % MA) |
| 4   | Fremde Wasser       | 14. Mai 2018     | Rick Ostermann | Lars Kraume Wolfgang Schorlau | 5,50 Mio. (19,2 % MA) |
| 5   | Brennende Kälte     | 7. Okt. 2019     | Rick Ostermann | Lars Kraume Wolfgang Schorlau | 5,60 Mio. (18,5 % MA) |
| 6   | Kreuzberg Blues     | 22. Nov. 2021    | Daniel Rübesam | Lars Kraume Wolfgang Schorlau | 5,9 Mio.              |

## Kritiken
Rainer Tittelbach von tittelbach.tv fand, „mit einem Schauspieler wie Ronald Zehrfeld“ scheine „plötzlich sogar intelligente Action auf dem Bildschirm möglich“. „Und auch inhaltlich“ zeige sich die Krimireihe „ungewöhnlich brisant fürs Unterhaltungsgenre.“ Dieses erreiche durch die Verfilmung der „Bestseller von Wolfgang Schorlau“ „zumindest, was die Reflektion [sic!] des gesellschaftlich relevanten Themas angeht, ein ähnlich hohes Niveau.“